# كوا زرقاء
كوا زرقاء (الاسم العلمي: Coua caerulea) (بالإنجليزية: Blue Coua)‏ هي نوع من الطيور يتبع جنس الكوا من الفصيلة الواقواقية.